# Jörg Schmidt
Jörg Schimdt (Berlino Est, 16 febbraio 1961 – 21 luglio 2022) è stato un canoista tedesco.
Alle olimpiadi di Seul 1988 ha vinto un argento nel C1 1000 m.

## Palmarès
- Olimpiadi
  - Seul 1988: argento nel C1 1000 m.
- Mondiali
  - 1982: oro nel C1 1000 m.